# TMLP. Ta mère la pute
TMLP : Ta mère la pute est une bande dessinée de Gilles Rochier publiée par 6 Pieds sous terre en 2011. Elle a obtenu le Prix révélation du festival d'Angoulême 2012. Inspiré par la jeunesse de son auteur, cet album évoque la vie dans une banlieue mal famée à la fin des années 1970. Il aborde divers sujets difficiles, comme le meurtre d'enfant ou la prostitution occasionnelle des mères lorsque les fins de mois se font difficiles.